# Chikkanellur, Sagar
Chikkanellur là một làng thuộc tehsil Sagar, huyện Shimoga, bang Karnataka, Ấn Độ.